# Alphonse Guérin
Alphonse François Marie Guérin, född den 9 augusti 1816 i Ploërmel, Morbihan, död den 21 februari 1895 i Paris, var en fransk kirurg.
Guérin studerade i Paris, blev interne 1840, anatomisk assistent 1843, tog doktorsgraden 1847 med en avhandling De la fièvre purulente. Han var därefter prosektor 1849–1853 och sjukhuskirurg 1850 och blev överkirurg vid Saint-Louis 1863 och vid Hôtel-Dieu 1872. Han skrev Mémoire sur les rétrécissements de l'urèthre (1857), och den senare ofta utgivna Traité de chirurgie opératoire (1855), Maladies des organes génito-externes de la femme (1864). Guérins berömmelse skyldes bland annat hans teori om septikemins genes genom levande småorganismer i luften, en doktrin, som han ursprungligen kom in på i sin dissertation, i vilken han hävdade, att en miasmatisk förgiftning var orsaken till en purulent infektion. År 1870, då sjukhusen var överfulla med sårade, slog den oerhörda dödligheten bland de opererade honom, och Guérin menade då, att miasmerna kunde vara liknande småkroppar, som de, Pasteur hade påvisat i luften, och för att undvika dem, införde han, med framgång, förband med vadd. Han framlade 1878 denna uppfinning, ett av de första stadierna av de moderna vaddförbanden, i den medicinska akademien, av vilken han hade blivit medlem 1868, och vars president han var från 1881. Metoden skildrade han i Du pansement ouaté et de son application à la thérapeutique chirurgicale (1885).